# Thomas George Coventry
Pour les articles homonymes, voir Thomas Coventry et Coventry.
Thomas George Coventry (25 août 1885-9 décembre 1972) est un homme politique canadien de la Colombie-Britannique. Il est député provincial conservateur de Saanich de 1924 à 1928.

## Biographie
Né à Londres, Coventry étudie au collège d'Eton et à l'Académie royale militaire de Camberley. Il s'installe au Canda en 1906 et devient membre de la Police montée du Nord-Ouest jusqu'en 1911.
Durant la Première Guerre mondiale, il s'inscrit dans le Corps expéditionnaire canadien. Après la guerre, il est manager de la Vancouver Island Racing Association.
De retour en Angleterre, il hérite de son père à la suite de son décès en 1930. Il représente également le gouvernement de la Colombie-Britannique sur le marché d'outre-mer. Coventry apparaît au tribunal des faillites en juillet 1934 après avoir perdu sa place de représentant et d'avoir subi des revers financiers.